# Nascosti per sempre
Nascosti per sempre (Girl in the Bunker) è un film per la televisione del 2018 trasmesso il 28 maggio dello stesso anno sul canale statunitense Lifetime e che racconta la storia e le vicende del rapimento di Elizabeth Shoaf per mano di Vinson Filyaw. Il film vede come protagonisti Julia Lalonde, Henry Thomas e Moira Kelly. In Italia il film è stato trasmesso in prima visione su Paramount Channel.

## Trama
Dopo essere scesa dallo scuolabus, Elizabeth Shoaf viene avvicinata da Vinson Filyaw travestito da ufficiale di polizia, che finge di arrestarla per coltivazioni illegale di marijuana e la porta nel suo bunker sotterraneo, dove la violenta ripetutamente. I suoi genitori Madeline e Don, non vedendola tornare da scuola, iniziano a cercarla.